# Baden bei Wien
Baden (što na njemačkom znači toplice), neslužbeno Baden bei Wien kako bi se razlikovao od ostalih Badena, je grad na istoku Austrije s 25.331 stanovnikom (2016.). Baden je upravno središte okruga Baden. 
Grad je posebno poznat po svojoj bogatoj povijesti, bidermajer arhitekturi, umjetnosti i vinskoj kulturi, ali je najpoznatiji po svojim toplicama zbog čega se često naziva i Carskim toplicama ili Topličkim gradom. Godine 2021., Baden je postao dio transnacionalne UNESCO-ve svjetske baštine poznate kao „Veliki lječilišni gradovi Europe”, upravo zbog svojih poznatih mineralnih izvora i arhitektonskog svjedočanstva uspona europske kulture kupki u 18. i 19. stoljeću.

## Zemljopis
Baden se nalazi na ušću rijeke Schwechat (dolina Helenental) u području Bečke šume (Wienerwald). Ime je dobio po 14 termalnih izvora u tom području, čija temperatura varira od 22 do 36 °C i sadrži mineralne soli, uključujući kalcijev karbonat, kalcijev klorid i magnezijev sulfat. [ 7 ] [ 8 ] Većim dijelom leže u podnožju planine Kalvarija (Calvarienberg; 326 m) u sjeverno-središnjem dijelu grada. Ovi izvori nastaju otjecanjem iz Sjevernih vapnenačkih Alpa i tektonskim pukotinama unutar Bečke kotline.
Najviša točka u području su Željezna vrata (Eisernes Tor ili Hoher Lindkogel), do čijih se 861 m može popeti za oko tri sata.

## Povijest
Baden je bio naseljen od prapovijesti, u rimsko doba postojale su toplice Aquae Cetiae ili Thermae Pannonicae. Neke su ruševine iz tog doba još uvijek vidljive. 
Naselje se spominje kao Padun u ispravi iz 869. godine. Obližnja opatija Heiligenkreuz s romaničkom crkvom izgrađena je u 11. stoljeću; kasnije je služila kao grobno mjesto za članove obitelji Babenberg. Dvorac Rauheneck izgrađen je na desnoj obali rijeke na ulazu u dolinu u 12. stoljeću; dvorac Rauhenstein izgrađen je na suprotnoj obali u isto vrijeme. Grad je dobio svoje gradske povlastice 1480. god. Iako su ga Mađari i Osmanlije više puta pljačkali, ubrzo je svaki put ponovno procvjetao. 
Grad je uglavnom uništen u požaru 1812. godine, ali je izvrsno obnovljen u bidermajer stilu prema planovima arhitekta Josepha Kornhäusela, stoga se ponekad naziva i Biedermeierstadt. Nadvojvoda Karlo Austrijski, pobjednik bitke kod Asperna, sagradio je dvorac Weilburg u podnožju Rauhenecka između 1820. i 1825.god. U 19. stoljeću bio je povezan sa željeznicom koja je povezivala Beč i Graz, što je dovelo do toga da tisuće Bečlija svake godine posjećuju grad kako bi se zdravili, uključujući članove carske obitelji Habsburg, koji su u blizini izgradili prostrane vile. Godine 1820. Sauerhof je postao prvi samostojeći spa hotel u Europi. Skladatelj Ludwig van Beethoven nekoliko je puta boravio u Badenu, a njegove rezidencije i dalje su lokalna turističke atrakcije. Lokacija na adresi Rathausgasse 10 sada je muzej otvoren za javnost. Dvorac Mayerling, lovački dom oko 6,4 km uz dolinu, bio je mjesto ubojstva i samoubojstva prijestolonasljednika Rudolfa 1889. god. (Afera Mayerling). Njegov glavni izvozni proizvod u 19. st. bile su čelične britve, koje su se smatrale izvrsnom kvalitetom. 
Do Prvog svjetskog rata, Baden je bio glavno bečko ljetovalištei oko 20.000 ljudi dolazilo je svake godine, dvostruko više od broja lokalnog stanovništva grada. Osim modernog „lječilišta” (Kurhaus), postojalo je 15 zasebnih kupališta i nekoliko parkova. Tijekom rata, Baden je služio kao privremeno sjedište austrougarskog vrhovnog zapovjedništva. Novi kasino 1934. učinio je grad glavnim ljetovalištem u cijeloj Austriji. Dvorac Weilburg uništen je tijekom Drugog svjetskog rata. Nakon Drugog svjetskog rata, Baden je služio kao sjedište sovjetskih snaga unutar okupirane Austrije do 1955. god.
Počevši od kraja 20. stoljeća Baden sve više postaje samo jedno od predgrađa Beča.

## Znamenitosti
Baden je toplički grad poznat po svojim termalnim izvorima sa sumpornom vodom, koji su poznati tisućama godina. Najstariji od ovih izvora nalazi se u tunelu ispod zgrade Kasina. Voda koja se danas koristi u termalnim kupeljima dolazi iz četrnaest izvora koji su među najsumpornijim izvorima u Austriji. Osim termalnih izvora, klimatski uvjeti i iznimno čist zrak čine Baden vrlo traženim ljetovalištem.
Najveće povijesne znamenitosti grada su gotička župna crkva sv. Stjepana (St. Stephan) iz 15. st. i gradska vijećnica iz 1815. god. Grad se može pohvaliti i kazalištem, vojnom bolnicom i kasinom, koji su izgrađeni krajem 19. i početkom 20. stoljeća. Gradsko kazalište (Stadttheater) izgradio je 1909. Ferdinand Fellner. 
Brojne zgrade u Badenu nose ploče u spomen na premijere djela velikana kao što su: Wolfgang Amadeus Mozart, Ludwig van Beethoven, Johann Strauss i Franz Schubert, što svjedoči o bogatom kulturnom životu u Badenu.
Casino Baden izgrađen je između 1884. i 1886. kao nova kuća za kapelana (prema nacrtima arhitekata Eugena Fassbendera i Maximiliana Katschera). Zgrada je izgrađena u neorenesansnom stilu na mjestu starog Theresienbada. Nakon obnove, ponovno je otvoren 1995. kao najveći kasino u Europi u to vrijeme, s kongresnim i drugim dvoranama. Casino često ugošćuje kulturne događaje, uključujući Međunarodno natjecanje zborova Ave Verum.
- Trg Franje Josipa I. (Josefsplatz)
- Stup Trojstva na glavnom trgu
- Dvorac Rauhenstein
- Casino Baden
- Gradsko kazalište (Stadttheater) iz 1909.
- Mayerling kod Badena

## Stanovništvo
Broj stanovnika Badena gotovo je kontinuirano rastao od druge polovice 19. stoljeća, posebno između 1869. i 1923. kada se broj stanovnika udvostručio na preko 22.000. Tijekom Drugog svjetskog rata, od 1939. do 1945., došlo je do smanjenja broja stanovnika od 11,6%.
Nakon popisa stanovništva iz 1991. god., broj stanovnika se povećao za 4,3%, zbog pozitivnog migracijskog prirasta (+8,8%), dok je saldo nataliteta bio negativan (-4,4%).
Većina stanovništva Badena je rimokatoličke vjeroispovijesti (62,7%). Evanđelisti čine 8,3% stanovništva, pravoslavci 3,6%, muslimani 4,0%, a 16,8 % se izjašnjava kao bez vjerskih uvjerenja.

## Promet
Do Badena se može doći autocestom Süd (A2). Nalazi se na Südbahnu (Južnoj željeznici), a željeznički kolodvor u Badenu opslužuje S-Bahn liniju, regionalne vlakove i vlak Cityjet Xpress koji ga izravno povezuje s Bečom i Wiener Neustadtom svakih 30 minuta tijekom radnih sati. 
Bade je i krajnja postaja bečke tramvajske linije Badner Bahn kojim upravlja tvrtka Wiener Lokalbahnen (WLB). 

## Vanjske poveznice
- The Complete Guide To: Spa towns  (Cjeloviti vodič lječilišnim gradovima), Indenpendent, 17. kolovoza 2007. (engl.)